# La Vierge aux œillets
La Vierge aux œillets, voire La Madone aux œillets (en italien : La Madonna dei garofani),  est l'une des premières peintures religieuses de Raphaël, probablement peinte à la fin de son séjour à Florence.

## Description
Les deux personnages, la Vierge Marie et l'enfant Jésus, jouent avec des œillets et sont dans un intérieur faiblement éclairé où l'influence des peintres hollandais est manifeste ; la composition est largement inspirée  de celle de la Madonna Benois de Léonard de Vinci.
Un paysage avec une construction en ruines, symbolisant l'écroulement du monde païen à la naissance du Christ, apparaît dans la fenêtre cintrée.

## Historique
Le sujet  et les dimensions de la toile, guère plus grande qu'un livre d'heures, suggèrent qu'elle a été destinée à servir d'aide pour la prière. L'identité du commanditaire est inconnue, bien qu'un inventaire effectué dans les années 1850 laisse penser que le tableau a été peint pour Maddalena degli Oddi, un membre d'une éminente famille pérugine, après son entrée dans les ordres.
Au XIXe siècle, le peintre Vincenzo Camuccini devient  propriétaire du tableau.

### Attribution à Raphaël
C'est seulement en 1991 que le tableau est identifié comme une œuvre de Raphaël et lui est attribué, par l'historien d'art Nicholas Penny. L'existence du tableau, accroché dans le château d'Alnwick du duc de Northumberland depuis 1853, était connue des spécialistes de Raphaël mais ces derniers considéraient l'œuvre comme la plus réussie des nombreuses copies d'un original perdu. 
En 2004, la National Gallery rachète le tableau à Ralph Percy, 12e duc de Northumberland, pour la somme 22 millions de livres sterling.
À l'été 2006, les attributions de Nicholas Penny et de la National Gallery ont été contestées.